# ۲۹ مه
۲۹ مه صد و چهل و نهمین (در سال‌های کبیسه صد و پنجاهمین) روز سال در گاه‌شماری میلادی است. تا پایان سال ۲۱۶ روز باقی‌است.

## رویدادها
- ۳۶۳ - قوای امپراتوری ساسانی مقابل سپاه امپراتوری روم در نبرد تیسفون شکست خوردند.
- ۱۳۲۸ - فیلیپ ششم در فرانسه بر تخت سلطنت نشست.
- ۱۴۵۳ - فتح قسطنطنیه: پس از ۵۳ روز محاصره، قسطنطنیه توسط قوای امپراتوری عثمانی به فرماندهی سلطان محمد فاتح تصرف شد.
- ۱۷۲۷ - پتر دوم تزار روسیه شد.
- ۱۸۰۷ - خلع سلیم سوم توسط ینی‌چری‌ها و نشستن مصطفی چهارم بر تخت سلطنت در امپراتوری عثمانی
- ۱۸۴۸ - ویسکانسین به عنوان سی‌امین ایالت به ایالات متحده پیوست.
- ۱۸۶۷ - با امضای پیمانی با اتحاد کشورهای اتریش و مجارستان امپراتوری اتریش-مجارستان تشکیل شد.
- ۱۹۰۰ - انجامنا، پایتخت امروزی کشور چاد توسط قوای فرانسوی به عنوان قلعه ساخته شد.
- ۱۹۴۰ - هواپیمای چنس ووت اف۴یو کرسر نخستین پرواز خود را انجام داد.
- ۱۹۵۳ - قوای حافظان صلح سازمان ملل متحد تشکیل شد.
- ۱۹۵۳ - تنزینگ نورگای و ادموند هیلاری نخستین کسانی شدند که قله اورست را فتح کردند.
- ۱۹۷۳ - تام بردلی به عنوان نخستین شهردار سیاه‌پوست لس آنجلس انتخاب شد.
- ۱۹۹۰ - مجلس روسیه بوریس یلتسین را به ریاست جمهوری این کشور برگزید.
- ۱۹۹۹ - پس از شانزده سال حکومت نظامیان بر نیجریه، اولوسگان اوباسانیو به عنوان یک غیرنظامی به وسیله انتخابات به ریاست جمهوری منصوب شد.
- ۲۰۱۲ - زلزله‌ای به بزرگی ۵٫۸ ریشتر در بولونیا در شمال ایتالیا ۲۸ کشته برجای گذاشت.
- ۲۰۱۸ - تظاهرات ضد دولتی ده‌ها هزار نفر از مردم فرانسه علیه سیاست‌های امانوئل مکرون

## زادروزها
- ۱۹۱۷ - جان اف. کندی، سی و پنجمین رئیس‌جمهور ایالات متحده
- ۱۹۷۷ - ماسیمو آمبروزینی، فوتبالیست ایتالیایی

## درگذشت‌ها
- ۱۹۸۰ - محمدعلی الجعبری، سیاستمدار، وکیل و عالِم مسلمان فلسطینی.[۱]

## مناسبت‌ها
- روز دموکراسی در نیجریه
- روز جهانی حافظان صلح سازمان ملل متحد